# Rovňany
Rovňany (bis 1927 slowakisch auch „Rovne“; ungarisch Ipolyróna – bis 1907 Rónya) ist eine Gemeinde in der südlichen Mittelslowakei mit 239 Einwohnern (Stand 31. Dezember 2024) und gehört zum Okres Poltár, einem Kreis des Banskobystrický kraj.

## Geographie

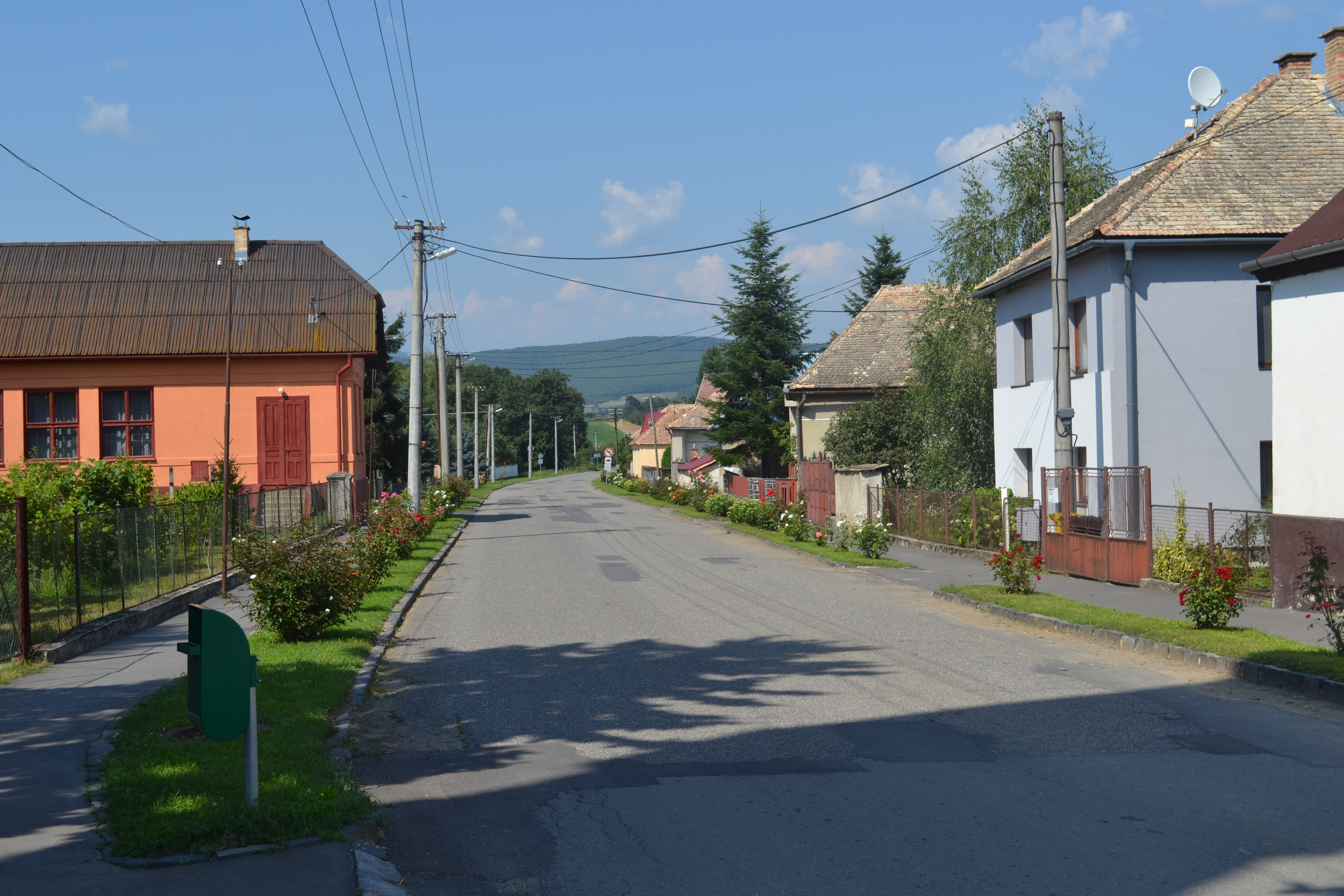
Straßenansicht in Rovňany

Die Gemeinde befindet sich am Südrand des Slowakischen Erzgebirges und gleichzeitig am Westrand von dessen Untereinheit Revúcka vrchovina, im weiten Tal des Ipeľ. Das Ortszentrum liegt auf einer Höhe von 239 m n.m. und ist sechs Kilometer von Poltár entfernt.
Nachbargemeinden sind Uhorské im Norden und Osten, Poltár (Stadtteil Zelené) im Südosten und Süden, Breznička im Süden, Mládzovo im Westen und Ozdín (Ortsteil Bystrička) im Nordwesten.

## Geschichte

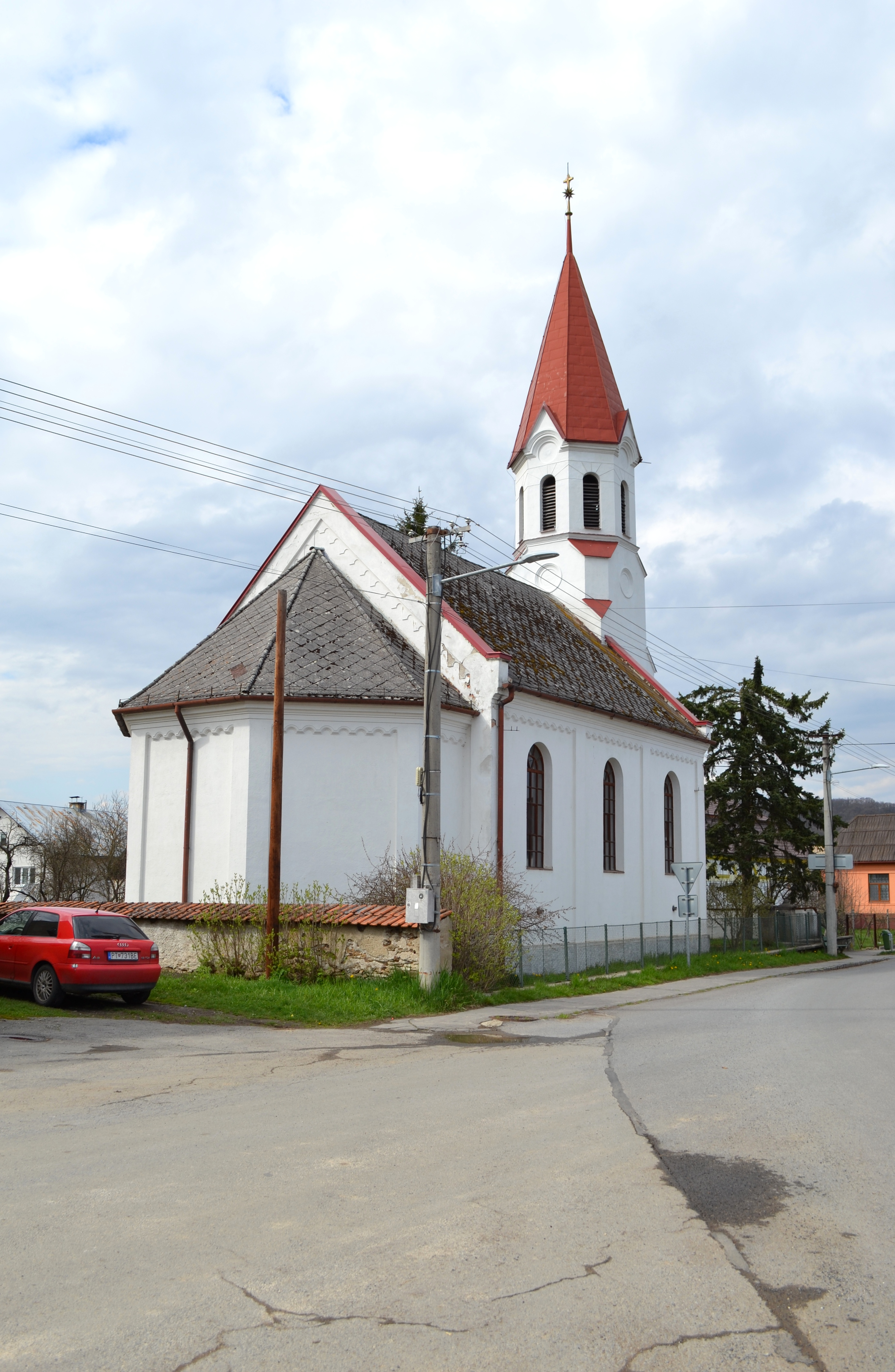
Evangelische Kirche

Rovňany wurde zum ersten Mal erst 1430 als Ronya schriftlich erwähnt und gehörte zum Herrschaftsgebiet der Burg Divín. Zwischen 1554 und 1593 stand das Gebiet unter türkischer Besetzung, nach der Wiedereingliederung in das Königreich Ungarn wurde der Ort zwischen den Herrschaften von Divín und Salgó geteilt. 1828 zählte man 26 Häuser und 201 Einwohner, die als Landwirte beschäftigt waren.
Bis 1918/1919 gehörte der im Komitat Neograd liegende Ort zum Königreich Ungarn und kam danach zur Tschechoslowakei beziehungsweise heute Slowakei.

## Bevölkerung
| Jahr                | 1994 | 2004    | 2014    | 2024    |
| ------------------- | ---- | ------- | ------- | ------- |
| Anzahl der Personen | 292  | 278     | 262     | 239     |
| Unterschied         |      | −4,79 % | −5,75 % | −8,77 % |

| Jahr                | 2023 | 2024    |
| ------------------- | ---- | ------- |
| Anzahl der Personen | 244  | 239     |
| Unterschied         |      | −2,04 % |

Gemäß der Volkszählung 2011 wohnten in Rovňany 264 Einwohner, davon 245 Slowaken sowie jeweils ein Deutscher, Pole und Rom. 16 Einwohner machten keine Angabe zur Ethnie.
133 Einwohner bekannten sich zur römisch-katholischen Kirche, 59 Einwohner zur Evangelischen Kirche A. B., drei Einwohner zur evangelisch-methodistischen Kirche und ein Einwohner zu den Zeugen Jehovas. 39 Einwohner waren konfessionslos und bei 29 Einwohnern wurde die Konfession nicht ermittelt.

## Bauwerke und Denkmäler
- evangelische Kirche aus dem Jahr 1937
- Landsitz im Barockstil aus dem Jahr 1713, 1767 umgebaut und in der ersten Hälfte des 19. Jahrhunderts klassizistisch gestaltet

## Söhne und Töchter der Gemeinde
- Július Ďuriš (1904–1986), Politiker